# Józef Dominik Puzyna
Józef Dominik Puzyna herbu Brama (Oginiec) (ur. w marcu 1690 w Delaciszkach, zm. 5 marca 1752 w Lenas) – polski duchowny katolicki, biskup inflancko-piltyński.

## Życiorys
Studiował w Wilnie, święcenia kapłańskie 25 lipca 1713. Był kanonikiem kapituły wileńskiej. 16 września 1740 został mianowany biskupem inflanckim, konsekrowany 8 stycznia 1741 przez Michała Jana Zienkowicza. Jako zwierzchnik diecezji prowadził aktywną działalność duszpasterską, ufundował sufraganię. Od 1740 sprawował dodatkowo administrację diecezji kurlandzkiej.